# Нагель (Фихтельгебирге)
Нагель (нем. Nagel) — община в Германии, в земле Бавария.
Подчиняется административному округу Верхняя Франкония. Входит в состав района Вунзидель-им-Фихтельгебирге. Население составляет 1821 человек (на 31 декабря 2010 года). Занимает площадь 7,79 км².
Коммуна подразделяется на 7 сельских округов.

## Население
По оценке на 31 декабря 2015 года население общины Нагель составляет 1730 чел. 

| Дата      | 1840 | 1871 | 1900 | 1925 | 1939 | 1950 | 1961 | 1970 | 1987 | 2011 |
| --------- | ---- | ---- | ---- | ---- | ---- | ---- | ---- | ---- | ---- | ---- |
| Население | 1626 | 1700 | 1602 | 1735 | 1725 | 2202 | 2076 | 2090 | 1825 | 1823 |

| Год       | 1960 | 1970 | 1980 | 1990 | 2000 | 2009 | 2010 | 2011 | 2012 | 2013 | 2014 | 2015 |
| --------- | ---- | ---- | ---- | ---- | ---- | ---- | ---- | ---- | ---- | ---- | ---- | ---- |
| Население | 2089 | 2080 | 1927 | 1927 | 2009 | 1792 | 1821 | 1812 | 1772 | 1743 | 1693 | 1730 |